# باتريك سورسلا
باتريك سورسلا (بالرومانية: Patrick Ciorcilă)‏ مواليد 20 سبتمبر 1996 في كلوج نابوكا، هو لاعب كرة مضرب روماني يلعب باليد اليمنى. أعلى تصنيف له في الفردي كان المركز الـ 534 في سنة 2014. أعلى تصنيف له في الزوجي كان المركز الـ 1035 في سنة 2013.

## روابط خارجية
- باتريك سورسلا على موقع رابطة محترفي التنس (الإنجليزية)
- باتريك سورسلا على موقع الاتحاد الدولي لكرة المضرب (الإنجليزية)
- باتريك سورسلا على موقع خلاصة التنس.كوم (الإنجليزية)